# Бодри, Марвен
Марве́н Бодри́ (фр. Marvin Baudry; 26 января 1990, Реймс) — конголезский футболист, защитник клуба «Лаваль». Выступал за сборную Конго.

## Клубная карьера
Воспитанник «Реймса», но во взрослом футболе дебютировал в 2008 году выступлениями за дублирующую команду клуба «Амьен», в которой провёл пять сезонов. С 2012 года стал привлекаться к матчам первой команды «Амьена» и с сезона 2013/14 стал основным игроком. Отыграл за команду из Амьена следующие два сезона своей игровой карьеры. Большинство времени, проведённого в составе «Амьена», был основным игроком защиты команды.
7 июня 2015 года Бодри подписал двухлетний контракт с бельгийским клубом «Зюлте-Варегем». В его составе в 2017 году выиграл Кубок Бельгии.

## Карьера в сборной
17 мая 2014 года дебютировал в официальных матчах в составе национальной сборной Республики Конго в игре против Намибии (0:1).
В составе сборной был участником Кубка африканских наций 2015 года в Экваториальной Гвинее, на котором сыграл во всех четырёх матчах, а его сборная вылетела в четвертьфинале.

## Достижения
«Зюлте-Варегем»
- Обладатель Кубка Бельгии: 2016/17

«Лаваль»
- Победитель Насьоналя: 2021/22